# 1778년 6월 24일 일식
1778년 6월 24일 일식은 달이 지구와 태양 사이를 지나면서 태양을 완전히 가리는 개기일식이다. 일식은 달이 지구와 태양 사이를 지나갈 때 발생하며, 이로 인해 지구상의 관측자에게 태양의 이미지가 전체 또는 부분적으로 가려지게 된다. 개기일식은 달의 겉보기 지름이 태양의 지름보다 더 클 때 발생하여 모든 직사 일광을 차단하고 낮을 어둠으로 바꾼다. 개기는 지구 표면의 좁은 경로를 따라 발생하며, 부분일식은 그 주변 수천 킬로미터 넓이의 지역에서 관측할 수 있다.
이 개기일식은 멕시코와 미국 남동부를 가로질러 아프리카 북부에서 끝나는 경로를 따라 관측되었다.

## 관측 기록

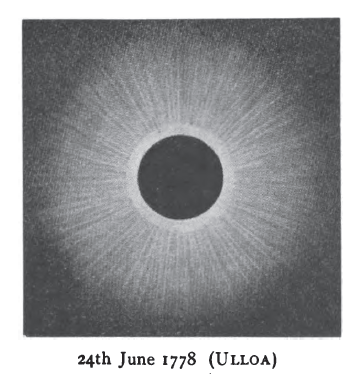
안토니오 데 울로아

이는 미국에서 기록된 최초의 개기일식이었다. 일식의 경로는 캘리포니아 남부에서 뉴잉글랜드까지 이어졌다. 토머스 제퍼슨에 따르면 버지니아에서는 구름 때문에 일식을 볼 수 없었다. 조지 로저스 클라크 장군과 그의 부하들은 일리노이 원정 중 카스카스키아를 점령하기 위해 오하이오 폭포를 지나는 도중 이 일식을 목격했고, 이를 좋은 징조로 여겼다. 영국령 동플로리다를 침공하려는 실패한 시도로 조지아를 남하하던 미군 부대도 이후 이 현상을 기록했다. 이 일식은 중부 대서양과 뉴잉글랜드주에서 4분간 지속되었다.